# José Dias Leite Sampaio
José Dias Leite de Sampaio foi um fidalgo e cavaleiro português do século XVIII, primeiro e único barão e visconde da Junqueira. Era filho do negociante e proprietário Manuel de Sampaio e sua esposa Luísa Leite. Era comendador da Ordem de Cristo, Ordem Militar de Nossa Senhora da Conceição de Vila Viçosa e Ordem de Carlos III de Espanha. Serviu como deputado às cortes e, nos passos do pai, foi importante comerciante de saboarias, tabacos etc. Ainda, era tenente-coronel honorário de cavalaria da Guarda Nacional e adido honorário de legação.
Em 1865, juntamente com Anselmo Pinto Bastos e um dos seus credores, William Gruis, cria a Companhia União Fabril (CUF), à qual vendeu, pela quantia de 170.822$770, as suas fábricas de Alcântara. Liquidadas as suas dívidas, ainda lhe sobrou um lote de 625 acções naquela Companhia, que, mais tarde, foram vendidas pelos seus herdeiros. ; 
Na década de cinquenta do século XIX, foi o precursor da introdução da casta vinícola Fernão Pires, na Alorna, que rapidamente foi replicada por outros proprietários de Almeirim, contribuindo decisivamente para o desenvolvimento da vinicultura no Ribatejo, tornando-se numa actividade com grande interesse económico. 
Casou, em 21 de Fevereiro de 1835 com D. Emília Angélica Monteiro (29 de setembro de 1818 - 17 de janeiro de 1878), filha de Francisco José Gomes Monteiro e de sua mulher D. Maria Angélica Basto e irmã dos eruditos José Gomes Monteiro e Alexandre José Gomes Monteiro. Do seu casamento, tiveram: Francisco, n. em 1835, sem descendência; e D. Emília Angélica Monteiro de Sampaio, Condessa da Junqueira, herdeira de toda a casa de seus pais, nascida, em Lisboa, a 15 de abril de 1849 e falecida em 1913; casou com José da Paz de Castro Seabra..
Brasão de Armas: Escudo partido em pala; na primeira as armas dos Sampaios, e na segunda as dos Leites. (Alvará de 16 de julho de 1842 - registado no Cart. da Nobr. a fls.304, do liv. 8. - V. Anuário Heráldico e Genealógico pag. 378, nº 1498). .